# Batalha de Kherson
A batalha de Quérson, ou batalha de Kherson, foi um confronto militar entre as forças russas e ucranianas que começou em 24 de fevereiro de 2022, como parte da campanha do sul da Ucrânia na invasão da Ucrânia pela Rússia. A batalha terminou em 2 de março de 2022 com a captura da cidade de Quérson e de uma área na margem direita do rio Dnipro pelas forças russas. Foi a primeira grande cidade e a única capital regional a ser capturada pelas forças russas durante a invasão. A ocupação russa do oblast de Quérson ocorreu em seguida.
Em 29 de agosto de 2022, uma contraofensiva ucraniana na região resultou na retirada das forças russas de Quérson e em sua retirada para a margem esquerda do rio Dnipro em 9 de novembro de 2022. Dois dias depois, as forças ucranianas reconquistaram o controle da cidade.

## Ofensiva russa e a captura de Quérson

### Fevereiro
As forças russas invadiram o oblast de Quérson vindo do sul, através da Crimeia, em 24 de fevereiro, com o presidente ucraniano Volodymyr Zelensky afirmando: "Nossas tropas estão travando batalhas intensas nos arredores de Quérson, e o inimigo está pressionando a partir da Crimeia ocupada, tentando avançar em direção a Melitopol". Até a noite de 24 de fevereiro, as forças russas alcançaram a cidade de Quérson e haviam assegurado a Ponte Antonovskiy, que oferece uma travessia estratégica sobre o rio Dnipro em direção à importante cidade de Micolaíve.
Nas primeiras horas de 25 de fevereiro, as forças ucranianas recapturaram a ponte em uma batalha descrita como intensa, deixando soldados mortos e vários veículos militares destruídos na ponte. O contra-ataque forçou os russos a avançar para o norte e capturar a próxima travessia mais próxima do rio Dnipro, a cidade de Nova Kakhovka. Mais tarde no mesmo dia, as tropas russas novamente tomaram a Ponte Antonovskiy.
No dia 26 de fevereiro, Ihor Kolykhaiev, prefeito de Quérson, afirmou que as forças russas recuaram de Quérson após um ataque aéreo ucraniano a veículos blindados russos, permitindo que a cidade permanecesse sob controle ucraniano. O político ucraniano Anton Gerashchenko posteriormente afirmou que uma coluna do exército russo foi derrotada pelas forças ucranianas perto da cidade de Oleshky, localizada ao sul de Quérson. Mais tarde, a Procuradora-Geral ucraniana, Iryna Venediktova, afirmou que as forças russas assassinaram um jornalista e um motorista de ambulância perto de Quérson. Venediktova declarou que as autoridades ucranianas abriram processos criminais sobre os acontecimentos.
Na manhã do dia 27 de fevereiro, o Ministério da Defesa russo declarou que as forças russas haviam cercado Quérson e, segundo autoridades ucranianas, capturado uma parte da cidade, incluindo o Aeroporto Internacional de Quérson. Mais tarde, pela manhã, a Força Aérea ucraniana supostamente realizou um bem-sucedido ataque de drone contra as forças russas na cidade de Chornobaivka, ao norte de Quérson.
Autoridades ucranianas alegaram que, a partir de 27 de fevereiro, as forças russas começaram a mover civis de aldeias próximas em direção a Quérson, em uma tentativa de usá-los como escudos humanos.

### Março
Nas primeiras horas da manhã do dia 1.º de março, autoridades ucranianas afirmaram que as forças russas lançaram um novo ataque a Quérson e estavam avançando do Aeroporto Internacional de Quérson em direção à rodovia entre Quérson e Micolaíve. Enquanto realizavam bombardeios intensos, as forças russas cercaram a cidade e chegaram à rodovia, avançando até a vila de Komyshany antes de estabelecer um posto de controle. As forças russas entraram em Quérson mais tarde no mesmo dia. Kolykhayev descreveu o impacto nos cidadãos da cidade, afirmando que muitos permaneceram em suas casas e em abrigos antiaéreos. Ele também afirmou que escolas e edifícios altos foram danificados pelos combates, enquanto os edifícios residenciais estavam sendo alvejados pelas forças russas. Kolykhayev também afirmou que, em 1.º de março, soldados russos atiraram em cidadãos armados com coquetéis molotov.
Nas primeiras horas da manhã de 2 de março, Kolykhayev relatou que as forças russas capturaram uma estação ferroviária e um porto fluvial. Mais tarde pela manhã, as forças russas foram vistas na Praça Svobody, no centro de Quérson, onde está localizado o prédio da Administração Regional de Quérson. O Ministério da Defesa russo posteriormente afirmou ter capturado a cidade, enquanto autoridades ucranianas e americanas negaram a alegação e afirmaram que os combates continuavam.
Mais tarde, em 2 de março, um grupo de cerca de dez soldados russos, incluindo um comandante, entrou no prédio do conselho municipal e iniciou negociações com Kolykhaiev. Naquela noite, Kolykhaiev anunciou que havia entregado a cidade e que o comandante russo pretendia estabelecer uma administração militar. Kolykhaiev reconheceu que as forças militares ucranianas não estavam mais presentes em Quérson, e outro oficial afirmou que as forças militares russas estavam em todas as partes da cidade. De acordo com Kolykhaiev, a batalha resultou na morte de cerca de 300 soldados e civis ucranianos, além de uma destruição severa da infraestrutura da cidade. Ele também disse que os corpos estavam sendo enterrados em valas comuns e que muitos restos mortais estavam irreconhecíveis.

## Ocupação
Após a queda da cidade, ocorreu uma ocupação militar da cidade e do oblast de Quérson. Em 23 de março, as forças ucranianas lançaram contra-ataques contra as forças russas na região. Um alto funcionário de defesa dos Estados Unidos afirmou que as forças russas já não tinham controle total de Quérson, pois os ucranianos lutavam de forma intensa para recuperar a cidade. No entanto, a situação na cidade permanecia inalterada, de acordo com a CNN, e os moradores confirmaram que Quérson estava sob total controle russo. Alguns ucranianos em Quérson questionaram a avaliação do Pentágono, afirmando que a cidade ainda estava nas mãos dos russos.